# 여성시대·영원한 사랑
《여성시대·영원한 사랑》은 씨야, 다비치, 티아라의 첫 번째 프로젝트 싱글로서 2009년 5월 6일에 발매되었다.

## 개요
〈여성시대·영원한 사랑〉은 씨야, 다비치, 티아라의 첫 번째 프로젝트 싱글 음반이다. 2009년 4월 21일, 당시 데뷔 전인 티아라의 멤버 지연이 남규리를 대신해 씨야, 다비치와 함께 프로젝트 음반에 합류하기로 하며 프로젝트 사실이 처음 대중에 알려졌다.
타이틀곡은 〈여성시대〉이고 두 번째 트랙인 〈영원한 사랑〉은 〈여성시대〉와 멜로디는 똑같지만 가사와 파트 분배가 다르다. 5월 7일 M.net 《엠카운트다운》에서 첫 무대를 선보이며 활동을 시작하였다. 씨야, 다비치, 티아라는 〈여성시대〉 외에도 〈영원한 사랑〉으로도 활동하였다. 씨야, 다비치, 티아라는 6월까지 활동하였다.

## 트랙 리스트
| #  | 제목                    | 작사    | 작곡   | 편곡   | 재생 시간 |
| -- | ----------------------- | ------- | ------ | ------ | --------- |
| 1. | 〈여성시대〉            | K.Smith | 조영수 | 조영수 | 3:32      |
| 2. | 〈영원한 사랑〉         | K.Smith | 조영수 | 조영수 | 3:32      |
| 3. | 〈영원한 사랑 (Remix)〉 | K.Smith | 조영수 | 조영수 | 3:32      |

## 차트 성과
다음 표는 타이틀곡 〈여성시대〉의 주요 음원사이트의 주간 차트 최고 순위이다.
| 음원사이트          | 기간                              | 최고순위 |
| ------------------- | --------------------------------- | -------- |
| 멜론                | 2009년 5월 17일 ~ 2009년 6월 13일 | 3위      |
| 엠넷                | 2009년 5월 11일 ~ 2009년 5월 17일 | 2위      |
| 도시락              | 2009년 5월 11일 ~ 2009년 5월 17일 | 2위      |
| 벅스                | 2009년 5월 14일 ~ 2009년 5월 20일 | 1위      |
| 네이버              | 2009년 5월 11일 ~ 2009년 5월 17일 | 2위      |
| KBS 뮤직뱅크 K-차트 | 2009년 5월 25일 ~ 2009년 6월 7일  | 2위      |